# ФК Дукла (Прага)
„Дукла“, Прага (на чешки: AC Dukla Praha) е футболен клуб от Прага, Чехия.
Основан е през 1948 г. под името „Дукла“, считан е за пряк наследник на основания през 1947 г. от чехословашката армия „АТК“. По времето на социалистическия режим в Чехословакия е официален ведомствен клуб на армията.

## Название
Названието „Дукла“ е в памет на славна битка на чехословашката армия до малкия полски град Дукла, в близост до полско-словашката граница. Боевете се водят през септември и октомври 1944 г. и са част от Карпатско-дукленската операция към края на Втората световна война. В исторически план полският град Дукла е разположен на традиционен търговски път в средновековната история на Полша и Унгария.

## История на клуба
В годините, през които Чехословакия е част от социалистическия блок в Европа, Дукла е един от най-силните футболни отбори в страната, редом с традиционните чешки грандове Славия (Прага) и Спарта (Прага). След промените в Източна Европа през 1989 г. постепенно изпада криза, защото губи армейския си статут. В средата на 90-те години на ХХ век е в тежка финансова криза. За да избегне фалита се обединява с ФК Пжибрам (Прибрам) от едноименния град Пжибрам (на 60 километра югозападно от Прага) под името Марила.

### Титли и купи
в Чехословакия:
- Чехословашка първа лига:
  -  Шампион (11): 1953, 1956, 1958, 1961, 1962, 1963, 1964, 1966, 1977, 1979, 1982
  -  Вицешампион (6): 1955, 1979, 1982, 1983, 1989, 1990
- Купа на Чехословакия:
  -  Носител (8): 1961, 1965, 1966, 1969, 1981, 1983, 1985, 1990
  -  Финалист (2):: 1962, 1968
- Купа на Чехия:
  -  Носител (4): 1980/81, 1982/83, 1984/85, 1989/90

в Чехия:
- Чешка 2 лига:
  -  Шампион (1): 2010/11
- Купа на Чехия:
  -  Финалист (1): 1997

в Европа:
- Купа Митропа:
  -  Финалист (1):: 1955
- КЕШ:
  - 1/2 финалист (1): 1966/67
- КНК:
  - 1/2 финалист (1): 1985/86
- Купа на УЕФА:
  - 1/4 финалист (1): 1978/79

### Участия в европейските клубни турнири
- 4 участния в турнира за купа Митропа, финалист през 1955 г.
- 10 участия в турнира за КЕШ (днес Шампионска лига), полуфиналист през сезон 1966-1967, губи полуфинала от Селтик (Глазгоу).
- 6 участия в турнира за КНК, полуфиналист през сезон 1985-1986, губи полуфинала от Динамо (Киев)
- 7 участия в турнира за купата на УЕФА, четвъртфиналист през сезон 1978-1979, губи четвърфинала от Херта (Берлин)

## Известни играчи
- Карел Колски
- Ладислав Новак
- Йозеф Масопуст
- Ярослав Вейвода
- Иво Виктор
- Ладислав Визек
- Хорст Сигл
- Павел Недвед
- Иржи Новотни
- Антонин Кински